# فريد: الفلم
فريد: الفيلم (بالإنجليزية: Fred: The Movie) هو فيلم كوميديا تليفزيوني تم إنتاجه في الولايات المتحدة وصدر سنة 2010 بطولة لوكاس كروكشانك وجون سينا

## القصة
المراهق المحرج فريد فيجليهورن يقوم بمحاولات يائسة لجعل جودي تقع في حبه

## الميزانية والإيرادات
كلف الفيلم حوالي 4 ملايين دولار.

## وصلات خارجية
مقالات تستعمل روابط فنية بلا صلة مع ويكي بيانات